# Poul Hansen (politiker, 1897-1974)
 For alternative betydninger, se Poul Hansen. (Se også artikler, som begynder med Poul Hansen)
Poul Hansen (født 7. september 1897 i Herstedvester, død 23. juni 1974) var en dansk højskoleforstander og socialdemokratisk politiker. Han var medlem af Folketinget fra 1945 til 1968 med en enkelt afbrydelse, og havde også været medlem af Esbjerg Byråd.
Poul Hansen blev født i Herstedvester i 1897 som søn af fængselsbetjent og bogbindermester ved Vridsløselille Statsfængsel Vilhelm Hansen. Efter folkeskolen stod han i lære som snedker 1911-1916. Han gik på Borups Højskole i vinterhalvåret 1918-1919 og vinterhalvåret 1919-1920, Skolen for dansk Kunsthaandværk i vinteren 1920-1921, Den Internationale Højskole i 16 måneder 1921-1922, Fircroft College (en), England 1922-1923 og Askov Højskoles lærerkursus i 1923.
Fra 1924 til 1929 var han lærer ved Den internationale Højskole med et indskudt 15-måneders ophold på Co-operative College (en) i Manchester 1925-1926. Herefter var forstander på Esbjerg Arbejderhøjskole fra 1. oktober 1929 til oktober 1945. Som højskolelærer underviste især i nationaløkonomi og samfundsfag, men også i historie og engelsk. Poul Hansen ledte kultur- og oplysningsarbejdet i de tyske flygtningelejre i Danmark 1945-1949 og var forstander for Den Nordiske Folkehøjskole i Genève i somrene 1948 og 1949. Han blev medforstander på Borups Højskole i 1952 og eneforstander på højskolen i 1961. Desuden var han forretningsfører for Arbejdernes Oplysningsforbund i København 1949-1962 og forstander for Samarbejdsudvalgenes Skole i København 1951-1962.
Hansen var medlem af Esbjerg byråd 1936-19 og blev opstillet til Folketinget for Socialdemokratiet i Grenåkredsen i 1945. Han blev valgt til Folketinget ved samtlige folketingsvalg fra 1945 til og med 1966 med undtagelse af folketingsvalget 1950. Men i valgperioden fra 1950 til 1953 sad han i Folketinget en stor del af tiden som stedfortræder for Jens Otto Krag, der var udstationeret som økonomisk rådgiver ved den danske ambassade i USA fra 1950 til 1952.
Fordi der i samme periode som Poul Hansen var medlem af Folketinget, også var tre andre socialdemokratiske folketingsmedlemmer med navnet Poul Hansen, blev han kaldt Poul Hansen (Grenå) i Folketinget efter hans opstillingskreds for at skelne mellem dem. De tre andre var tilsvarende Poul Hansen (Kalundborg), Poul Hansen (Slagelse) og Poul Hansen (Svendborg).